# Заводський (Казахстан)
Заводськи́й (каз. Зауыт) — селище у складі Степногорської міської адміністрації Акмолинської області Казахстану. Адміністративний центр та єдиний населений пункт Заводської селищної адміністрації.
Населення — 3631 особа (2021; 3504 у 2009, 3991 у 1999, 6700 у 1989).
У радянські роки селище було засекречене, закрите для відвідувачі та мало статус селища міського типу. Засноване 1969 року при будівництві урано-збагачувального заводу та підприємств оборонної промисловості.